# Orestes Cachay Boza
Orestes Cachay Boza (Huaraz, Áncash,[cita requerida] 26 de julio de 1950) es ingeniero industrial y ex decano de la Facultad de Ingeniería Industrial de la Universidad Nacional Mayor de San Marcos por dos periodos.[cita requerida] Se desempeñó como rector de la Universidad Nacional Mayor de San Marcos durante el periodo 2016-2021.

## Biografía
Cachay nació el 26 de julio de 1950 en Huaraz, departamento de Ancash. Estudió ingeniería industrial en la Universidad Nacional de San Marcos (UNMSM), también obtuvo la licenciatura en Administración de Empresas por la Universidad Nacional Federico Villarreal. En el año 2007 fue elegido decano de la Facultad de Ingeniería Industrial hasta el 2010. En el año 2013 fue elegido nuevamente decano de la Facultad de Ingeniería Industrial.
Cachay es profesor de la Facultad de Ingeniería Industrial de la UNMSM. Fue Asesor de la Gerencia General del Instituto Nacional de Recursos Naturales – INRENA; Gerente General de la Sociedad de Beneficencia Pública del Callao; Director Ejecutivo de Administración de DISA I Callao en Minero Perú.[cita requerida]
Ha sido reconocido en temas de emprendimiento por el Ministerio de Trabajo y Promoción del Empleo,y la Asamblea Nacional de Rectores debido a sus experiencias de evaluación externa en universidades del Perú.
También fue condecorado por el Colegio de Ingenieros del Perú (CIP) por su destacada labor profesional y su contribución a la orden del Consejo Departamental de Lima, y por la Asociación de Exportadores del Perú ADEX como gestor nacional.
Publicó sus libros: Modelo Metaheurístico aplicado al problema de enrutamiento por la Academia Española; Administración logística; Gestión de Operaciones y cadena de Suministros, y Humanizando la Logística.
Ha escrito diversos artículos científicos sobre Logística, Gestión, Producción y Tecnología para una industrialización sostenible del Perú.
Ha participado en congresos y seminarios nacionales e internacionales, siendo expositor en temas relacionados con la Ingeniería Industrial, sobre todo los vinculados al área de gestión.[cita requerida]
Fue decano de la Facultad de Ingeniería Industrial de San Marcos.

## Controversías
En el contexto de la pandemia por COVID-19 en Perú, se conoció durante febrero de 2021 que Orestes Cachay fue uno de los nombres listados en el escándalo Vacunagate. El rector se habría sido vacunado en su condición de consultor de rector de la Universidad Nacional Mayor de San Marcos.

## Publicaciones
- Modelo Metaheurístico Aplicado Al Problema de Enrutamiento.[4]